# Somalci
Somalci ili Somalijci (som. Soomaali) su narod iz kušitske skupine s područja Afričkog roga. Broji nešto više od 20 milijuna pripadnika, od čega više od polovina živi u matičnoj državi Somaliji, dok u značajnoj mjeri nastanjuju Etiopiju (posebno područje Ogadena), Džibuti i Keniju.
Izvorno nomadski stočari (uzgoj koza, ovca i deva) i poljodjelci oko rijeka Shabeelle i Jubba, od 15. stoljeća su islamizirani. Pretežno su suniti.

## Etimologija
Samaale, najstariji zajednički predak nekoliko somalijskih klanova, obično se smatra izvorom etnonima somalijski. Po drugoj teoriji, ime potječe od riječi soo i maal, što zajedno znači "idi i pomuzi".
Ovo je referenca na sveprisutni pastoralizam Somalaca. Još jedna moguća etimologija predlaže da se izraz somalijski izvodi iz arapskog za "bogat" (zāwamāl), što se opet odnosi na somalijsko bogatstvo u stoci.